# Plutonismo
O Plutonismo é um fenômeno magmático que se processa nas regiões profundas da crosta terrestre quando o magma, ao penetrar na crosta terrestre, não consegue rompê-la ficando preso, retido em suas profundezas, onde se dá a sua consolidação. 
O Plutonismo, ou teoria plutónica, teoria proposta nos princípios do século XIX pelo geólogo escocês James Hutton para explicar a formação das rochas da superfície terrestre. De acordo com a aquele teoria, hoje obsoleta, todas as rochas teriam sido criadas pela actividade vulcânica, daí o nome de plutonismo, uma referência a Plutão, o deus romano das profundezas.
O plutonismo nasceu como reacção a teoria do neptunismo, postulada por Abraham Gottlob Werner e seus condiscípulos, que defendia que todas as rochas teriam origem na deposição de materiais ocorrida num oceano primitivo. Tanto o plutonismo como o neptunismo eram posições extremas, acabando ambas as teorias por ser desmentidas pelo progresso do conhecimento geológico, já que nenhuma delas consegue explicar a variedade de rochas existente na Terra.